# Čas her – Defilé

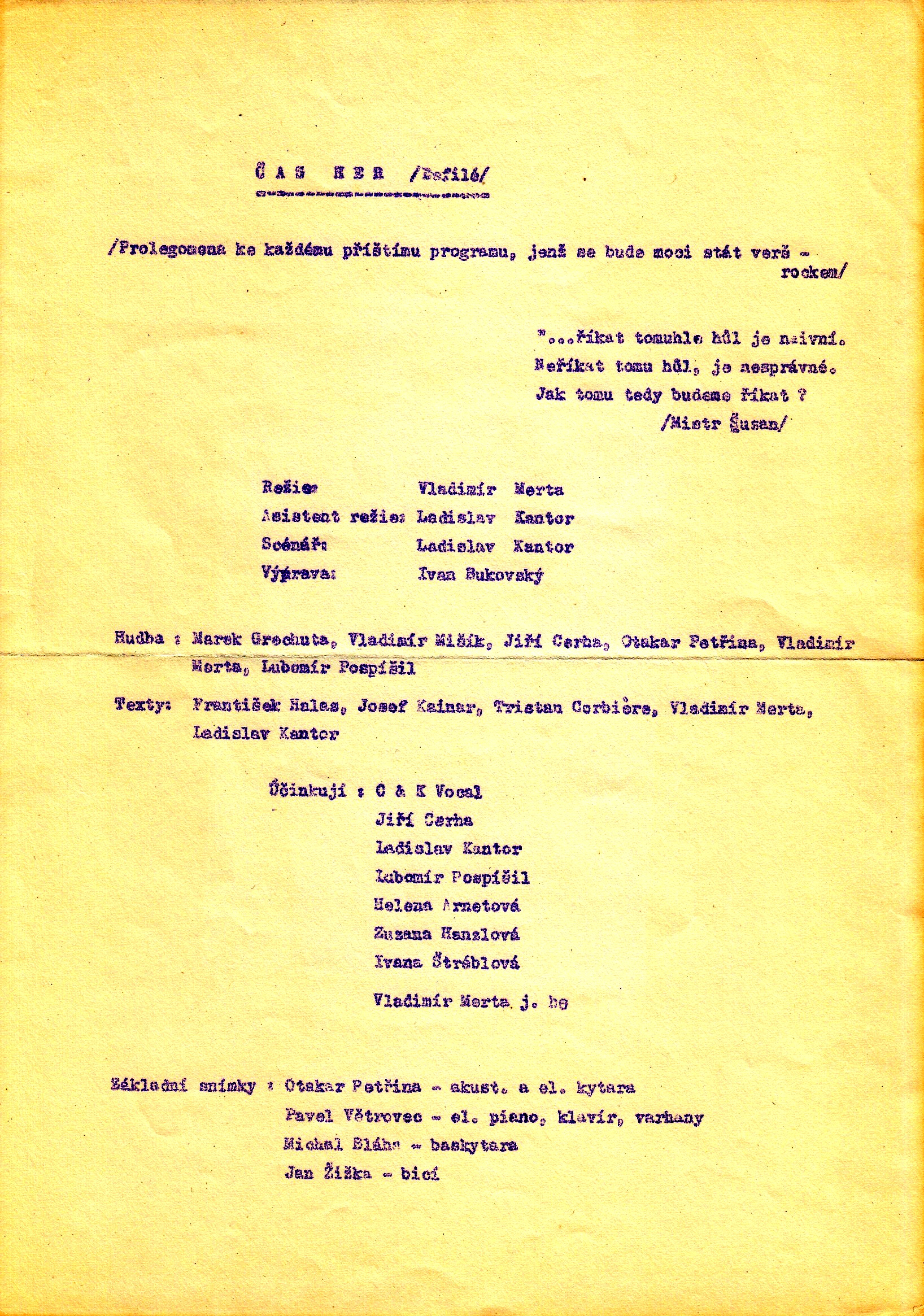
Provizorní cyklostylovaný program představení

Čas her – Defilé : Prolegomena ke každému příštímu verš-rocku, který se bude moci stát programem byl hudební pořad skupiny C&K Vocal v divadle Ateliér, který měl premiéru v roce 1977. Režisérem pořadu byl Vladimír Merta.

## Motto
| „             | ...říkat tomuhle hůl je naivní, neříkat tomu hůl je nesprávné. Jak tomu tedy budeme říkat? | “ |
| — Mistr Šusan |                                                                                            |   |

Některá vydání programu mají motto jiné:
| „                       | Chci, aby na všechno bylo doslova vidět... největší odvaha je říci věcem pravým jménem. Stůl je stůl. Židle je židle. Ta poezie je těžká. nedělat žádná abstrakta. To je strašný problém, který jsem ochoten prohrát, poněvadž ti lidé, u nihž prohraju, přijdou na nějaké myšlenky a možná, že oni vyhrají. | “ |
| — Emil František Burian | |   |

## Seznam skladeb
| Pořadí | Název                                            | Hudba                   | Text                        | poznámka                                                                   | Délka |
| ------ | ------------------------------------------------ | ----------------------- | --------------------------- | -------------------------------------------------------------------------- | ----- |
| 1.     | Na kraji                                         | Jiří Cerha              | Ladislav Kantor             | ze záznamu                                                                 |       |
| 2.     | Lásko, lásko!                                    | Ota Petřina             | Ladislav Kantor             |                                                                            |       |
| 3.     | A co básník...                                   | Jiří Cerha              | František Halas             |                                                                            |       |
| 4.     | Óda na konec betonové revoluce (science fiction) | Jiří Cerha              | Ladislav Kantor             | části: I. Prolog - Slova/Obhajoba II. Epilog - Až vymyslíme slunce svit... |       |
| 5.     | Krajiny duše, krajiny těl...                     | Luboš Pospíšil          | Ladislav Kantor             |                                                                            |       |
| 6.     | Čas her (Defilé)                                 | Jiří Cerha              | Ladislav Kantor             |                                                                            |       |
| 7.     | Královský večer                                  | Vladimír Mišík          | Josef Kainar                |                                                                            |       |
| 8.     | Krásné je žít                                    | Vladimír Mišík          | Langston Hughes             |                                                                            |       |
| 9.     | Variace na renesanční téma                       | Vladimír Mišík          | Václav Hrabě                |                                                                            |       |
| 10.    | Jam session s Františkem Gellnerem               | Vladimír Mišík          | Václav Hrabě                |                                                                            |       |
| 11.    | Jak vzduch, jak pták, jak samota                 | Ota Petřina             | Ladislav Kantor             |                                                                            |       |
| 12.    | Pomalu v revolver ztrácí se víra                 | Vladimír Mišík          | František Gellner           |                                                                            |       |
| 13.    | Rám příštích obrazů                              | Vladimír Mišík          | Josef Kainar                |                                                                            |       |
| 14.    | Vteřiny                                          | Jiří Cerha              | Ladislav Kantor             |                                                                            |       |
| 15.    | Hodiny                                           | Jiří Cerha              | Tristan Corbière            |                                                                            |       |
| 16.    | Krajiny duše, krajiny těl                        | Luboš Pospíšil          | Ladislav Kantor             |                                                                            |       |
| 17.    | Chorovod (Korowód)                               | Marek Grechuta          | Leszek Aleksander Moczulski | překlad: Ladislav Kantor                                                   |       |
| 18.    | Kabaret svět                                     | Jiří Cerha              | Ladislav Kantor             |                                                                            |       |
| 19.    | Kdo vyhledává samotu (Kto wybiera samotność)     | Jan Kanty Pawluśkiewicz | Ryszard Krynicki            | překlad: Ladislav Kantor                                                   |       |
| 20.    | K pětadvaceni                                    | Vladimír Merta          | Vladimír Merta              |                                                                            |       |

Varianta střední části pořadu s Vladimírem Mišíkem:
| Pořadí | Název                            | Hudba          | Text              | poznámka | Délka |
| ------ | -------------------------------- | -------------- | ----------------- | -------- | ----- |
| 7.     | Stříhali dohola malého chlapečka | Vladimír Mišík | Josef Kainar      |          |       |
| 8.     | Obelisk                          | Vladimír Mišík | Josef Kainar      |          |       |
| 9.     | Sochy                            | Vladimír Mišík | Josef Kainar      |          |       |
| 10.    | Jak vzduch, jak pták, jak samota | Ota Petřina    | Ladislav Kantor   |          |       |
| 11.    | Pomalu v revolver ztrácí se víra | Vladimír Mišík | František Gellner |          |       |

Varianta střední části pořadu se Zdeňkem Rytířem:
| Pořadí | Název                             | Hudba        | Text            | poznámka | Délka |
| ------ | --------------------------------- | ------------ | --------------- | -------- | ----- |
| 7.     | Odejdu                            | Zdeněk Rytíř | Zdeněk Rytíř    |          |       |
| 8.     | Dále od hradu dále                | Bob Dylan    | Zdeněk Rytíř    |          |       |
| 9.     | Jak vzduch, jak pták, jak samota  | Ota Petřina  | Ladislav Kantor |          |       |
| 10.    | Ulice (Blues mladistvých měšťanů) | Jiří Cerha   | Ladislav Kantor |          |       |

## Účinkující

### C&K Vocal
- Jiří Cerha
- Ladislav Kantor
- Lubomír Pospíšil
- Helena Arnetová
- Zuzana Hanzlová
- Ivana Štréblová

### Hosté
- Vladimír Mišík nebo Zdeněk Rytíř
- Vladimír Merta

## Hudebníci
- Otakar Petřina – akustická a elektrická kytara
- Pavel Větrovec – elektrické piano, klavír, varhany
- Michal Bláha – basová kytara
- Jan Žižka – bicí

### Ve skladbě 2
- Otakar Petřina – kytary
- Jan Neckář – Moog syntezátor
- Vladimír Padrůněk – basová kytara
- Vlado Čech – bicí

### Ve skladbách 13, 14, 17
- Pavel Fořt – elektrická kytara
- Vladimír Kulhánek – basová kyzara
- Pavel Větrovec – klávesové nástroje
- Jan Kubík – tenorsaxofon, flétna, bicí
- Anatoli Kohout – bicí, konga
- Martin Kratochvíl – Moog syntezátor
- Petr Dvořák – varhany
- Libor Mikule – flétna

## Divadelní zpracování
- scénář – Ladislav Kantor
- výprava – Ivan Bukovský
- asistent režie – Ladislav Kantor
- režie – Vladimír Merta